# 米谢勒·沙尔多内
米谢勒·沙尔多内（法語：Michèle Chardonnet，1956年10月27日—），法国女子田径运动员。她曾代表法国参加1984年夏季奥林匹克运动会田径比赛，获得女子100米跨栏铜牌。